# Brélidy
Brélidy (en bretó Brelidi) és un municipi francès, situat a la regió de Bretanya, al departament de Costes del Nord. L'any 1999 tenia 335 habitants.

## Demografia
| 1962                                       | 1968 | 1975 | 1982 | 1990 | 1999 |
| ------------------------------------------ | ---- | ---- | ---- | ---- | ---- |
| 312                                        | 357  | 316  | 336  | 325  | 335  |
| Des de 1962: població sense dobles comptes |      |      |      |      |      |

## Administració
| Període   | Identitat            | Partit        |
| --------- | -------------------- | ------------- |
| -1995     | Henri Bouget         | Divers gauche |
| 1995-2006 | Pierre-Yves Perennes | Divers gauche |
| 2006      | Eugène Creurer       |               |
| 2006-     | Pierre-Marie Guarrel | Divers droite |